# Ickburgh
Ickburgh – wieś w Anglii, w hrabstwie Norfolk, w dystrykcie Breckland. Leży 45 km na zachód od Norwich i 125 km na północny wschód od Londynu.
W 2001 miejscowość liczyła 245 mieszkańców.